# Óscar Hugo López Rivas
Oscar Hugo López Rivas (Huehuetenango, 25 de enero de 1967) es un docente, investigador y consultor guatemalteco en temas de educación que fue el ministro de Educación de Guatemala desde 2016 a 2020.
En la actualidad es director del Instituto de Investigaciones de la Escuela de Formación de Profesores de la Universidad de San Carlos.

## Biografía
Nació en Huehuetenango en 1967, en un hogar humilde y sencillo. Cuando tenía 15 años su padre falleció, según sus propias palabras «prometió ayudar a su mamá y apoyarla con la manutención y estudios de sus hermanos». A una corta edad viajó a la ciudad de Guatemala para terminar sus estudios y trabajar. Ingresó a la Universidad de San Carlos de Guatemala y se graduó de licenciado en educación.

### Estudios
Es licenciado en educación por la Universidad de San Carlos de Guatemala y doctor en Educación por la Universidad La Salle de Costa Rica, es especialista en Educación Ambiental y en Educación en Población y Salud Reproductiva, imparte cátedra y dirige tesis doctorales en la Universidad Pedagógica y Tecnológica de Colombia, también dirige tesis doctorales en la Universidad Pablo de Olavide de España y en universidades guatemaltecas.

### Vida académica
Es profesor titular de la Universidad de San Carlos de Guatemala. Anteriormente fue Secretario Académico y Director de la Escuela de Formación de Profesores de Enseñanza Media de la Universidad de San Carlos de Guatemala en dos ocasiones, por elección. Ha realizado estudios en Japón,  Israel, Costa Rica y México. Ha participado en pasantías y como ponente en actividades académicas en más de 40 países de América, Europa y Asia. 
En su función académica ha escrito textos de estudio para Centroamérica. Es autor de artículos científicos para revistas indexadas en diferentes países de Latinoamérica y ha escrito más de una decena de libros sobre temas educativos. Ha sido consultor en educación para organismos nacionales e internacionales, además es miembro y presidente de la Sociedad Latinoamericana de Historia de la Educación. Pertenece a grupos de investigación en educación en Guatemala y Colombia. Durante su gestión como ministro de educación escribió durante cuatro años una columna semanal para el Diario de Centro América.

## Labor como ministro de educación (2016-2020)

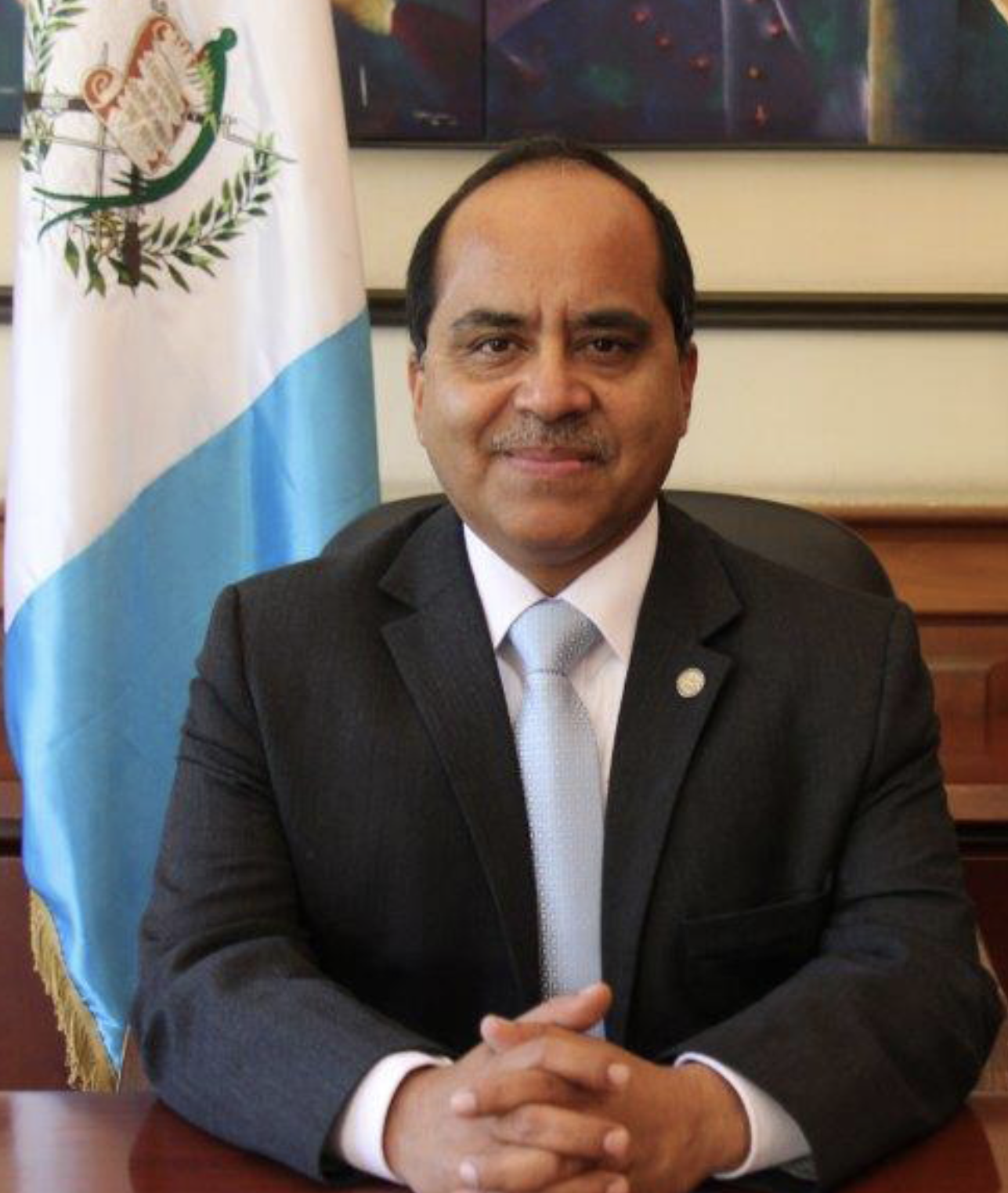
Retrato como ministro de educación en su despacho.

El 14 de enero de 2016 fue nombrado por Jimmy Morales como ministro de educación y se desempeñó así durante todo el período del gobierno de Morales.

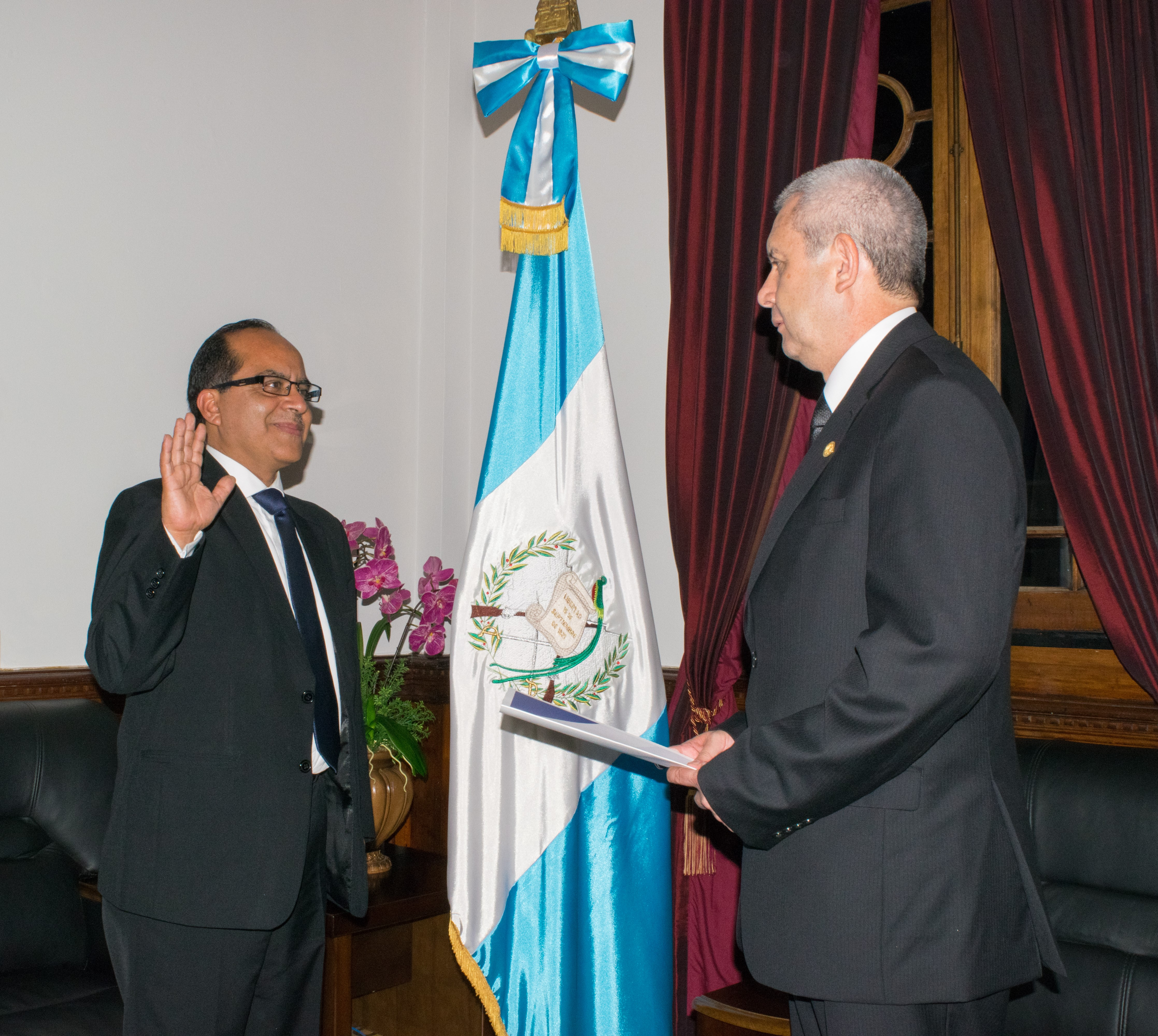
Juramentación como ministro de educación el 14 de enero de 2016.

Como ministro de educación realizó importantes aportes al sistema educativo guatemalteco, entre los que sobresalen: la creación del viceministerio de Educación Extraescolar, el Programa Nacional de Educación Alternativa, el Sistema de Certificación de Competencias, todos ellos dirigidos a los jóvenes y adultos fuera del sistema educativo nacional.
Asimismo, impulsó el programa de educación inicial Acompáñame a Crecer, a través de centros comunitarios de desarrollo infantil temprano -CECODIT- en 400 comunidades rurales del país con el propósito de atender a niños entre 0 y 4 años. Probablemente un logro de su gestión fue que se logró cumplir con la meta de 193 días efectivos de clases; algo sin precedente en el país.
También durante su gestión se implementó una estrategia para dotar de tecnología a más de 1,500 escuelas; además se garantizó la puntual entrega de los recursos para los programas de apoyo de gratuidad, útiles escolares, valija didáctica y alimentación escolar. Creó el quinto programa de apoyo llamado Mantenimiento de Edificios Escolares Públicos, por medio del cual hizo intervenciones para la mejora de 4,000 edificios escolares.
En lo relativo al desarrollo del recurso humano, se crearon las carreras a nivel de licenciaturas en Educación pre primaria y primaria dentro del Programa Académico de Desarrollo Profesional Docente -PADEP-, del cual él fue fundador una década antes. También amplió la oferta de la profesionalización del magisterio nacional al nivel medio, especialmente al ciclo básico a través del -PADEP-, con participación de universidades privadas. 
Logró la implementación exitosa del Programa de Alimentación Escolar con el apoyo de las Organizaciones de Padres de Familia  -OPF- con base en la Ley de Alimentación Escolar. Este programa favoreció una inversión focalizada en la niñez de Preprimaria y Primaria. Es un programa que se diseñó asegurando la pertinencia cultural y contextual de los niños estudiantes.
Por otra parte,  se evaluó el Currículo Nacional Base de los niveles de preprimaria, primaria y ciclo básico y se realizaron las adecuaciones pertinentes. Se elaboraron nuevos libros textos para preprimaria, primaria y por primera vez para el ciclo básico. Además se logró elaborar textos en once idiomas mayas dando así pertinencia cultural y lingüística al proceso educativo, especialmente en la etapa de adquisición de la lectoescritura en comunidades de habla mayoritariamente maya. Se implementó el Sistema Nacional de Acompañamiento Escolar, -SINAE- como una importante apuesta a la mejora de la calidad educativa.
Asimismo se impulsó, junto al Consejo Nacional de Educación, el desarrollo de la consulta nacional para la elaboración del Plan Nacional de Educación para el Desarrollo Sostenible 2020-2032, como una iniciativa que permita darle certeza y rumbo a la educación en Guatemala.
Desde el año 1986, es el tercer Ministro de Educación en la era democrática que finaliza su período de cuatro años, después de Mario Rolando Torres Marroquín (2000-2004) y María del Carmen Aceña Villacorta (2004-2008). A eso se le agrega que es el primer ministro que inicia y finaliza la gestión de cuatro años con sus mismos viceministros: Héctor Alejandro Canto Mejía, viceministro Técnico; María Eugenia Robles de Mejía, viceministra Administrativa; Daniel Domingo López, viceministro de Educación Bilingüe Intercultural; José Inocente Moreno Cámbara, viceministro de Diseño y Verificación de la Calidad, Emy Karina De León Solares, viceministra de Educación Extraescolar y Alternativa. Durante su período de trabajo no se presentaron huelgas magisteriales y, según los registros históricos, es el único que no ha sido interpelado por el Congreso de la República.
Es señalado por profesionales de las artes, de que durante su gestión se degradó la educación artística, al reducir el tiempo de las áreas destinadas a las artes y productivas de 6 horas semanales a sólo 2; esto sin hacer consultas a ningún docente universitario o de nivel superior en áreas educativas de las cuales ni el ministro, ni sus asesores tenían conocimiento. Es más, dentro del CNB de 2018, se pasó de 8 asignaturas del área a sólo 3 limitando la calidad de la educación en cuestiones culturales y artísticas, lo que repercute en situaciones como la comprensión y valoración del patrimonio en un país que cuenta con al menos 4 nombramientos de patrimonio de la humanidad. El extremo a este respecto fue aceptado por el viceministro Técnico de Educación, Héctor Canto denominando la problemática como incertidumbre. Este problema persiste hasta la actualidad en la educación guatemalteca. (Prensa Libre, 2018)

## Trayectoria

### Consultor para organismos nacionales e internacionales
- Agencia de Cooperación de Alemania 2010-2011
- Fondo de Población de Naciones Unidas, 2003 – 2007 - 2008 – 2009 - 2010.
- Programa de Naciones Unidas para el Desarrollo, 2006.
- Consejo Nacional de Ciencia y Tecnología de Guatemala, 2002-2003